# Comuna de Dąbrowa Tarnowska
Dąbrowa Tarnowska (polaco: Gmina Dąbrowa Tarnowska) é uma gminy (comuna) na Polónia, na voivodia de Pequena Polónia e no condado de Dąbrowski. A sede do condado é a cidade de Dąbrowa Tarnowska.
De acordo com os censos de 2004, a comuna tem 20 631 habitantes, com uma densidade 178,1 hab/km².

## Área
Estende-se por uma área de 113,43 km², incluindo:
- área agricola: 74%
- área florestal: 16%

## Demografia
Dados de 30 de Junho 2004:
|                      | Total   | Total | Mulheres | Mulheres | Homens  | Homens |
| -------------------- | ------- | ----- | -------- | -------- | ------- | ------ |
|                      | pessoas | %     | pessoas  | %        | pessoas | %      |
| População            | 20 201  | 100   | 10 214   | 50,6     | 9987    | 49,4   |
| Densidade (pop./km²) | 178,1   | 100   | 90       | 90       | 88      | 88     |

De acordo com dados de 2002, o rendimento médio per capita ascendia a 1218,83 zł.

## Subdivisões
- Brnik, Gruszów Mały, Gruszów Wielki, Laskówka Chorąska, Lipiny, Morzychna, Nieczajna Dolna, Nieczajna Górna, Smęgorzów, Sutków, Szarwark, Żelazówka.

## Comunas vizinhas
- Lisia Góra, Mędrzechów, Olesno, Radgoszcz, Szczucin, Żabno

<br clear